# حارة الشهيد الدرة (صنعاء)
حارة الشهيد الدرة هي إحدى حارات حي حزيز بمديرية ضواحي الأمانة سنحان وبني بهلول إحد مديريات العاصمة اليمنية صنعاء، بلغ تعداد سكانها 1489 نسمة حسب تعداد اليمن لعام 2004.